# Auboranges
Auboranges es una comuna suiza del cantón de Friburgo, situada en el distrito de Glâne. Limita al norte con la comuna de Ecublens, al este con Rue, al sureste con Oron (VD), al sur con Essertes (VD), y al oeste con Servion (VD) y Ferlens (VD).